# Simone Gomes Jatobá
Simone Gomes Jatobá, född den 10 februari 1981 i Maringá, Brasilien, är en brasiliansk fotbollsspelare. Vid fotbollsturneringen under OS 2008 i Peking deltog hon i det brasilianska lag som tog silver.